# Körtemuzsika

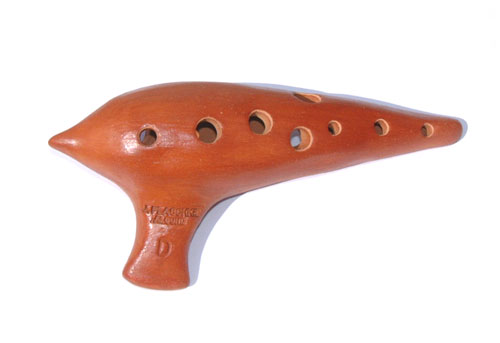
Okarína

A körtemuzsika – az okarina egy fajtája –  agyagból égetett vagy körtefából készített, tojásdad alakú, 4-6 lyukú fúvós hangszer, amelyet körtemuzsikának, cserépsípnak vagy kakasnak, bikának is neveznek, aszerint, hogy mit ábrázol. 
Régebben fazekasok árusították vásárokon, búcsúkon. Keleti eredetű, ősi magyar hangszer[forrás?], aminek legkorábbi magyarországi lelete egy 9–10. századi körte alakú, emberfejet formázó cserépsíp, amely a tatai Cseke-tó környékéről került elő. 
A magyar körtemuzsikán általában 2-4, néha 6 hangnyílás található. Mivel a cserép nem rothad el, ezért fönnmaradhatott, ellentétben a többi, szerves alapanyagú hangszerünkkel. 
A körtemuzsika a fuvolafélék családjába tartozik. A cseréphangszerek legegyszerűbb formái C alaphangú hangszerek, egy vagy két oktáv[forrás?] hangterjedelemmel. Az agyagból megformázott cseréphangszer sípszerkezete megegyezik a közönséges furulyáéval. 
A régi magyar hagyomány szerint, ha hosszan fújják, akkor meggyógyul tőle a beteg. A magyar táltosok körtemuzsikával „varázsolták” egészségesekké a betegeket.
„Belefújtam a muzsikába: hát olyan szépen szólt, hogy örömömben tátva maradt a szám. Nem tudtam, ma sem tudom, mit csinálhatott a sípjával az az ezermester tót, de egészen úgy tilliózott, mint a sárgarigó.
- Csak aztán mindig ilyen szépen szóljon! - tátogatta utánam a tót bácsi a harcsaszáját.
De bizony szólt ez még szebben is, mert mire hazaértem, akkorra minden fortélyát kitanultam a körte-muzsikának. Ha csak a számhoz érintettem, halkan kacagott, mint a vadgalamb; ha rövideket fújtam bele, csattogott, mint a fülemüle; tudtam vele süvölteni, mint a pirók, csikorgatni, mint a csíz.”
A világszerte egyre nagyobb népszerűségnek örvendő okarína napjainkra már a koncerthangszerek színvonalára fejlődött.